# Франческо Пазінетті
Франче́ско Пазіне́тті (італ. Francesco Pasinetti; нар.1 липня 1911, Венеція, Італія — пом. 2 квітня 1949, Рим, Італія) — італійський кінокритик, сценарист і кінорежисер.

## Біографія
Франческо Пазінетті народився 1 липня 1911 року у Венеції, Італія. Його брат — письменник і журналіст П'єр Марія Пазінетті. У 1933-34 роках Пазінетті навчався в Падуанському університеті, потім на сценарному відділенні римського Експериментального кіноцентру.
Роботу в кіно Пазінетті почав у середині 1930-х років, писав критичні статті, головним чином присвячені експериментальному кінематографу. 1934 року за власним сценарієм поставив у Венеції напівдокументальний фільм «Канал ангелів», який брав участь у конкурсній програмі 2-го Венеційського кінофестивалю 1934 року. З 1941 року Пазінетті поставив близько 50-ти документальних і видових кінострічок, згодом режисував і художні фільми.
Пазінетті став відомим головним чином, як кінокритик та історик кіно. Йому належить низка теоретичних досліджень з історії кінематографа. Викладав і, з 1946 року, був директором Експериментального кіноцентру в Римі.
з 1958 року Італійський національний синдикат кіножурналістів на Венеційському кінофестивалі присуджує премію, названу на честь Франческо Пазінетті.

## Визнання
| Рік                                               | Категорія/Нагорода                             | Фільм           | Результат | Результат |
| ------------------------------------------------- | ---------------------------------------------- | --------------- | --------- | --------- |
| Венеційський міжнародний кінофестиваль            |                                                |                 |           |           |
| 1934                                              | Кубок Муссоліні за найкращий італійський фільм | Канал ангелів   | Номінація |           |
| Італійський національний синдикат кіножурналістів |                                                |                 |           |           |
| 1948                                              | Найкращий документальний фільм                 | Площа Сан-Марко | Перемога  |           |